# '76 – '86 Kolekcija hitova Vol.2
'76 – '86 Kolekcija hitova Vol.2 je kompilacijski album pulskog rock sastava Atomsko sklonište koji izašao 1997.

## Popis pjesama
1. Tko će tad na zgarištu reći
2. Na kraju stoljeća
3. Želja za željom
4. Smanji gas
5. Zvao sam i miliciju
6. Da li je dozvoljeno razgledavanje vašeg vrta
7. Od ponoći do ponoći
8. Posljednji let Boinga 707
9. Oni što dolaze za nama
10. Generacija sretnika
11. Bogovima si nabijala rogove
12. Saznao sam dijagnozu
13. Čedna gradska lica
14. Netko dobar, netko zao
15. Infarkt (Na kraju stoljeca)
16. Gazi opet čizma
17. Nek vam je sa srećom